# Koszykówka na Letnich Igrzyskach Olimpijskich 1996
Koszykówka na Letnich Igrzyskach Olimpijskich 1996.
W finale drużyna USA zwyciężyła Jugosławię 95-69. 

## Medale
| Mężczyźni | Złote | Srebrne | Brązowe |
| Mężczyźni | USACharles Barkley Anfernee Hardaway Grant Hill Hakeem Olajuwon Karl Malone Reggie Miller Shaquille O’Neal Gary Payton Scottie Pippen Mitch Richmond David Robinson John Stockton | JugosławiaDejan Tomašević Miroslav Berić Dejan Bodiroga Željko Rebrača Predrag Danilović Vlade Divac Aleksandar Đorđević Saša Obradović Žarko Paspalj Zoran Savić Nikola Lončar Milenko Topić | LitwaArvydas Sabonis Rimas Kurtinaitis Darius Lukminas Saulius Štombergas Eurelijus Žukauskas Šarūnas Marčiulionis Mindaugas Žukauskas Gintaras Einikis Andrius Jurkūnas Artūras Karnišovas Rytis Vaišvila Tomas Pačėsas |

W finale drużyna USA zwyciężyła Brazylię 111-87. 
| Kobiety | Złote | Srebrne | Brązowe |
| Kobiety | USATeresa Edwards Dawn Staley Ruthie Bolton Sheryl Swoopes Jennifer Azzi Lisa Leslie Carla McGhee Katy Steding Katrina Felicia McClain Rebecca Lobo Venus Lacy Nikki McCray | BrazyliaHortência Marcari Oliva Maria Angelica Adriana Aparecida Santos Leila Sobral Maria Paula Silva Janeth Arcain Roseli Gustavo Marta Sobral Silvinha Alessandra Oliveira Cintia Santos Claudia Maria Pastor | AustraliaRobyn Maher Allison Cook Sandy Brondello Michele Timms Shelley Sandie Trisha Fallon Michelle Chandler Fiona Robinson Carla Boyd Jenny Whittle Rachael Sporn Michelle Brogan |

## Zobacz
Letnie Igrzyska Olimpijskie 1996